# Ляховске
Ляхо́вске (пол. Lachowskie) —  село в Польше в гмине Прашка Олесненского повета Опольского воеводства.

## География
Село находится в 9 км. от административного центра гмины города Прашка, 26 км. от административного центра повета города Олесно и 65 км. от центра воеводства Ополе.

## История
В 1975—1998 годах село входило в Ченстоховское воеводство.